# James Colbert
James Colbert (* 19. April 1898 in Cork, Vereinigtes Königreich Großbritannien und Irland; † 8. Januar 1955) war ein irischer römisch-katholischer Geistlicher und Apostolischer Vikar von Port Elizabeth.

## Leben
James Colbert empfing am 19. Juni 1921 das Sakrament der Priesterweihe.
Am 13. Juni 1939 ernannte ihn Papst Pius XII. zum Titularbischof von Olbia und zum Apostolischen Vikar von Port Elizabeth. Papst Pius XII. spendete ihm am 29. Oktober desselben Jahres die Bischofsweihe; Mitkonsekratoren waren der Sekretär der Kongregation de Propaganda Fide, Kurienerzbischof Celso Costantini, und der emeritierte Apostolische Vikar von Uganda, Henri Streicher MAfr.
Papst Pius XII. nahm im September 1848 das von James Colbert vorgebrachte Rücktrittsgesuch an.